# 孝園高等学校
孝園高等学校（ヒョウォンこうとうがっこう）は京畿道水原市霊通区にある公立高等学校である。

## 歴史
- 1987年1月16日-孝園高等学校設立認可（10学級）
- 1988年3月1日-開校/初代校長チョ・ドンヒョン（조동현、曺東鉉）就任
- 1991年2月8日-第一回卒業式（男-446人、女-112人）
- 1995年3月2日-第三代校長ユンデチョル（윤대철、尹大哲）就任
- 2000年2月9日-第10回卒業式（男-439人、女-216人）
- 2006年3月1日-第七代校長（류도형、柳道馨）就任
- 2010年3月1日-第九代校長（민웅기、閔雄基）就任
- 2013年9月1日-第十代校長（김재탁）就任
- 2014年2月6日-第二十四回卒業式（男-296人、女-285人）
- 2014年3月3日-第27回入学式（男-282人、女-256人）